# Гадана (Пезаро и Урбино)
Гадана је насеље у Италији у округу Пезаро и Урбино, региону Марке.
Према процени из 2011. у насељу је живело 730 становника. Насеље се налази на надморској висини од 353 м.